# RollerCoaster Tycoon Adventures
RollerCoaster Tycoon Adventures ist eine Wirtschaftssimulation, die für Nintendo Switch und später auch für Microsoft Windows veröffentlicht wurde.
Der Spieler übernimmt wie in der Reihe gewohnt die Rolle eines Parkdirektors in einem ihm zugeteilten Vergnügungspark. Hierbei muss er sich um vielerlei Belange kümmern. Dies betrifft unter anderem: Besucher, die zufriedengestellt werden wollen, die Fahrgeschäfte, welche zuverlässig und gewinnbringend arbeiten sollen, und das Einstellen von Personal wie Reinigungskräften, Maskottchen, Security usw. Außerdem muss in die Forschung investiert werden, um neue Attraktionen, Imbissstände und Souvenirläden freizuschalten. Weiterhin soll der Park mit Dekoration ansprechend gestaltet werden. Insgesamt gibt es über 200 Objekte. Es stehen vier Umgebungen zur Verfügung: Alpen, Canyons, Mond und die Tropen. Als Spielmodi stehen Freies Spiel, Kampagne und Szenario zur Verfügung.
RollerCoaster Tycoon Adventures basiert größtenteils auf dem 2017 für Android und iOS herausgebrachten RollerCoaster Tycoon: Touch. Das Spiel erhielt zum größten Teil durchschnittliche bis überdurchschnittliche Kritiken.